# 名香智子
名香智子（1953年2月22日—），本名田中智子，是日本漫畫家，出生於埼玉縣川越市，1973年出道。擅長愛情、推理，作品風格多樣。

## 作品
- 舞國千秋（日语：PARTNER (名香智子の漫画)）（小學館《Petit comic》1980年11月号～1987年8月号、1981年～1987年、フラワーコミックス）、長鴻出版社
- 查爾公爵系列（日语：シャルトル公爵の愉しみ）（小學館《Petit Flower（日语：プチフラワー）》1985～2000年、プチフラワーコミックス、全12冊）、長鴻出版社
  - 歡喜冤家（日語：純愛はジゴロの愉しみ）
  - 豪門遊戲（日語：アポローンは嫉妬する）
  - 公爵夫人的情人（日語：貴婦人は頷かない）
  - 純情向日葵（日語：向日葵が恋をしたのは誰?）
  - 黑馬王子（日語：黒の皇太子）
  - 美少年的煩惱（日語：少年は贔屓される）
  - 使壞的美學（日語：悪趣味な美学）
  - 籠中的公主（日語：籠の中のお姫様）
  - 秘密壞情人（日語：秘密はバラしてもいい）
  - 翡翠情迷（日語：エメラルドは気取り屋）
  - 縱橫無盡的風（日語：縦横無尽の風）
  - 薄情如冰（日語：薄情が薄氷を踏む）
- 夫人的殺人物語（日語：レディに捧げる殺人物語） (角川書店《ASUKA》1985年8～9月号、1986、あすかコミックス) 、東立出版社
  - 原作：法兰西斯·艾尔斯《事实之前》（英語：Before the Fact : A Murder Story for Ladies）
- 名香智子神秘推理名作選集（日語：名香智子ミステリー名作選集）（双葉社 1993年～1994年、JOUR COMICS、全4冊）、東立出版社
  1. 翡翠之森（日語：翡翠の森）
  2. 十六夜
  3. 孔雀草
  4. 霞網
- DOUBT!～偵探遊戲～（双葉社 JOUR COMICS、全1冊）、長鴻出版社
- 桃色浪漫（小學館、フラワーコミックス）、長鴻出版社
- 綠色少年（日語：グリーン・ボーイ）（秋田書店）、東立出版社
- 璐西妲（日語：ルシンダ）（双葉社 JOUR COMICS、全1冊）、東立出版社
- 魔法人生（日語：ころばぬ魔法の杖）（小学館）、東立出版社
- 怪盜貴公子（日語：パンドラ★パニック）（小学館《Petit Flower》《月刊flowers》）、長鴻出版社
- 鬼牌夫人（日語：マダム・ジョーカー）（双葉社《JOUR（日语：JOURすてきな主婦たち）》、JOUR COMICS）、東立出版社
- 水色童子K.K.（小学館《月刊flowers》）、長鴻出版社
- 霧都櫻花戀（日語：桜の国から霧の国へ）（小学館《月刊flowers》、全1冊）、長鴻出版社
- 出色的主婦們
- 波旁王朝繪卷系列（日語：ブルボン王朝絵巻シリーズ）（小学館《月刊flowers》《凛花》）、長鴻出版社
  - 山貓天使（日語：山猫天使）
  - 黑百合騎士（日語：黒百合の騎士）
  - 凡爾賽的灰姑娘（日語：ヴェルサイユのシンデレラ）
  - 洛可可之冠（日語：ロココの冠）

## 外部連結
- 名香智子官網（页面存档备份，存于）
- 日本双葉社鬼牌夫人出版日期